# 背心骨

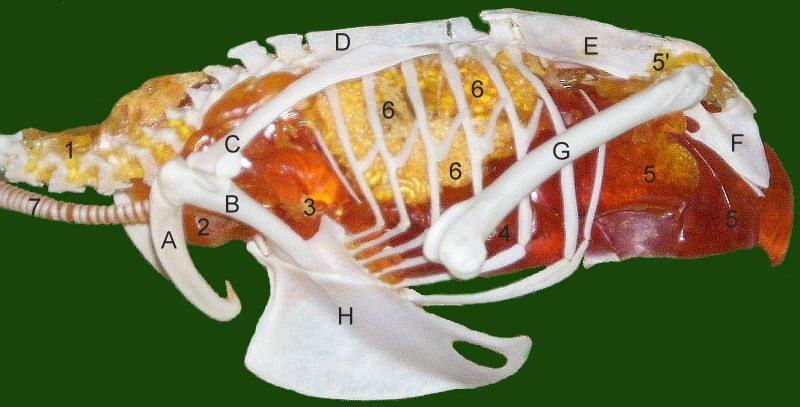
チョウゲンボウの胸郭。図中 D が背心骨

背心骨 (はいしんこつ　notarium) は融合した胸椎によって構成される骨質の棒状構造である。癒合胸椎と呼ばれることもある。この構造は類縁の異なる分類群である鳥類と一部の翼竜類にそれぞれ特有のものである。
背心骨は、羽ばたきの際の衝撃を可能な限り相殺して胸郭を安定させるためのものである。鳥類においては背心骨は2個から6個の胸椎が融合してできており、通常は仙骨とは4個ほどの椎骨を間において癒合はしない。しかしながらハト・シギダチョウなどの一部の鳥類では背心骨は直接、仙骨と関節し、自由に動く胸腰椎は消失している。翼竜のプテラノドンにおいては背心骨は非常に強力であり、8個の胸腰椎が癒合してできている。

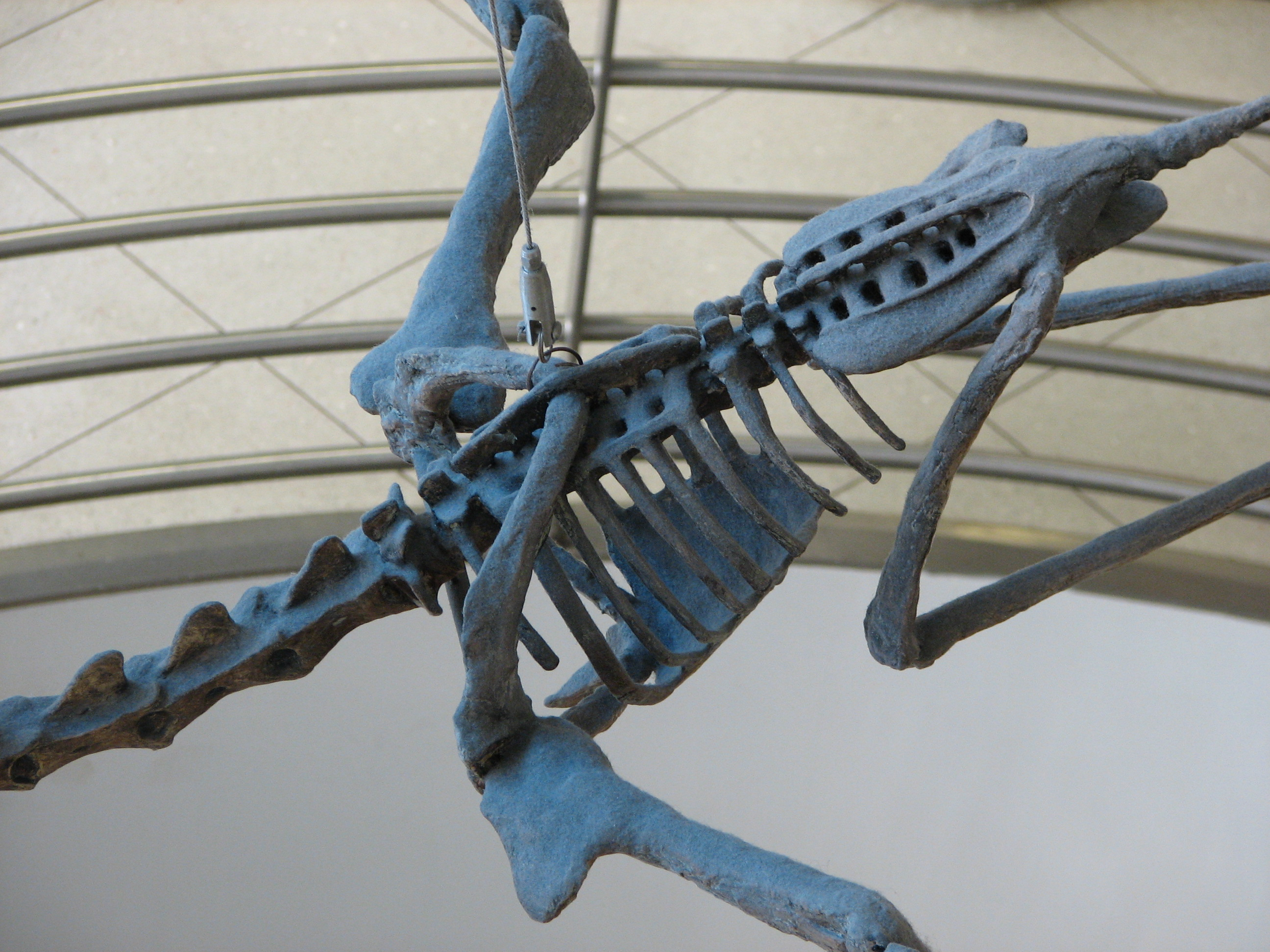
プテラノドンの骨格。中央に背心骨が見えている（一部左肩胛骨に隠されている）

背心骨は鳥類の様々なグループにおいてみられる。シギダチョウ科 (Tinamidae) 、カイツブリ科 (Podicipedidae) 、ウ科 (Phalacrocoracidae) 、トキ科 (Threskiornithidae) 、フラミンゴ科 (Phoenicopteridae) 、ハヤブサ科 (Falconidae) 、キジ目 (Galliformes) 、ツル科 (Gruidae) 、ツルモドキ科 (Aramidae) 、ラッパチョウ科 (Psophiidae) 、カグー科 (Rhynochetidae) 、ジャノメドリ科 (Eurypygidae) 、クイナモドキ科 (Mesitornithidae) 、サケイ科 (Pteroclidae) 、ハト科 (Columbidae) 、ツメバケイ (Opisthocomus ) 、アブラヨタカ (Steatornis ) などである。
背心骨は翼指竜亜目の翼竜にも存在するが、そのより基底的な先祖である長尾型翼竜においてはみることができない。数種の翼竜においては背心骨は肩胛骨と関節する。この関節は四肢動物においては他に例のないものであり、他の分類群において肩帯と脊椎が直接関節する例は知られていない（鎖骨を持つ動物では、鎖骨が胸骨と関節し、結果肋骨を介して脊椎につながる。しかしこれは直接関節しているのではない）。